# Sülchgau
Der Sülchgau war ein frühmittelalterlicher Gau im Nordosten der ehemaligen Bertholdsbaar. Die geographische Lage des Gaus könnte in weiten Teilen dem heutigen Landkreis Tübingen in Baden-Württemberg entsprochen haben und umfasste zumindest die heutigen Orte Kirchentellinsfurt, Rottenburg am Neckar, Ergenzingen und Teile des ehemaligen Kirchenguts in Dußlingen.

## Geschichte

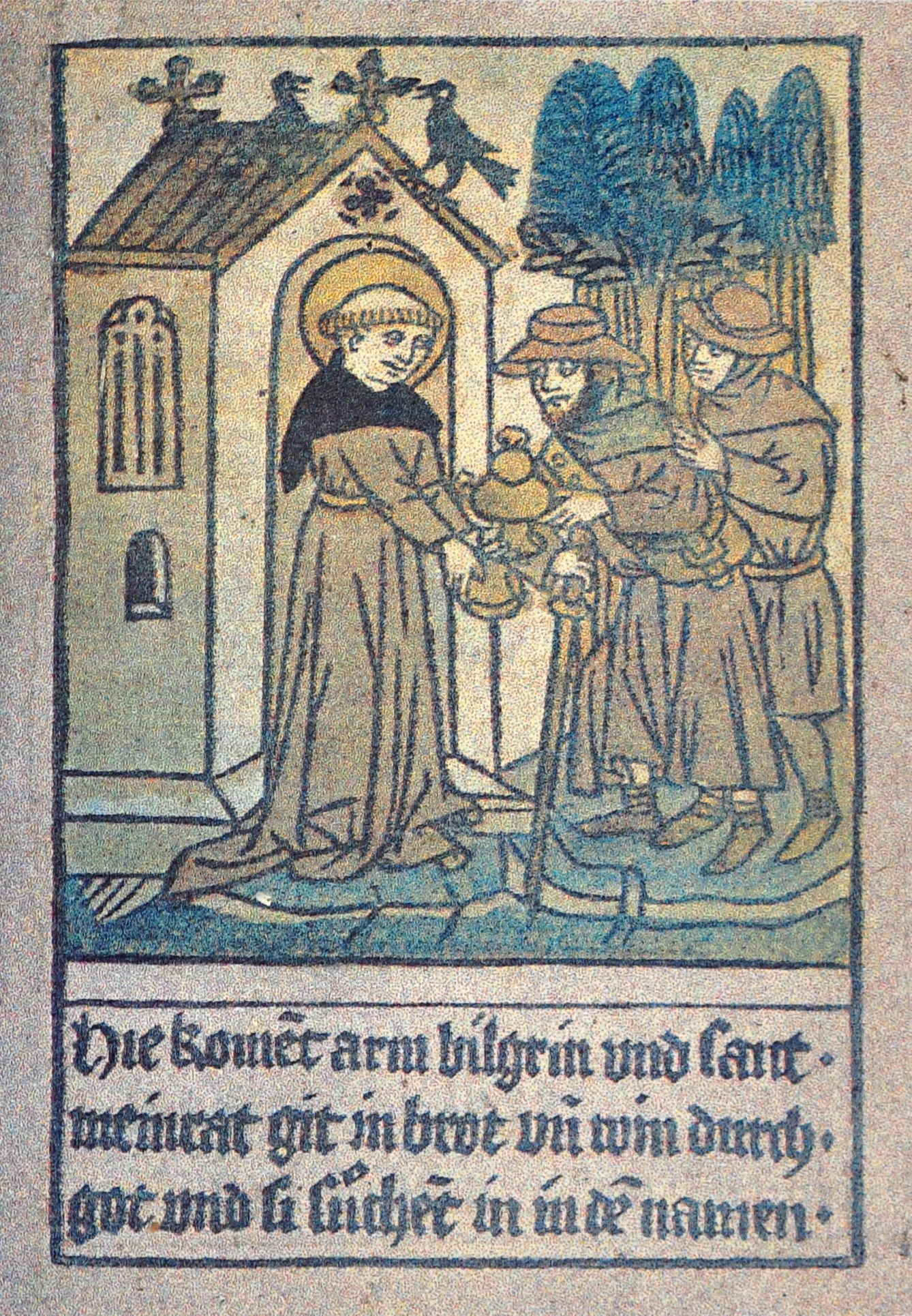
St. Meinrad, der Heilige aus dem Sülchgau, auf einer historischen Abbildung

Erstmals urkundlich erwähnt wird der Sülchgau als ein karolingischer Verwaltungsbezirk mit dem Namen „Sulihgeiuua“ im Jahr 888 in einer Schenkungsurkunde des Königs Arnulf. Wahrscheinlich leitet sich der Name des Gaus von dem im 13. Jahrhundert abgegangenen Ort Sülchen bei Rottenburg am Neckar ab.
Bekannt wurde der Gau durch die Legende des heiliggesprochenen Meinrad von Einsiedeln, die Anfang des 10. Jahrhunderts von Mönchen aus St. Gallen nach dem Vorbild einer älteren Lebensgeschichte des St. Meinrad verfasst wurde. Der Heilige Meinrad (um 800–861) soll als Sohn mittelfreier Adliger aus dem alemannischen Sülchgau gestammt haben. Derselben Quelle nach soll dieser Gau „Sulichkewe“ schon von alters her nach dem alemannischen Ort Sülchen, der „villa Sulichi“ benannt worden sein.
In der Schenkungsurkunde Königs Arnulf aus dem Jahr 888 werden ein Graf Peringar und/oder ein Graf Eparhard als Grafen genannt, deren Comitate den Sülchgau umfasst haben sollen. Beide Grafen lassen sich genealogisch nicht genau einordnen. Aufgrund von Namenskontinuitäten werden sie meistens den Unruochingern zugerechnet. Im späten 10. und im 11. Jahrhundert gehörte der Gau zu der Grafschaft der Hessonen. Möglicherweise hatten die Hessonen Gebiete im Sülchgau als Ausgleich für Gebietsverluste in der Ortenau erhalten.
Im Jahr 1057 schenkte Heinrich IV. das Königsgut in Sülchen der bischöflichen Kirche in Speyer. Diese tauschte ihre neu erworbenen Güter im Sülchgau mit dem Kloster Hirsau oder gaben sie den Hessonen zu Lehen. Dass alle Gebiete im Sülchgau ehemalige Königsgüter waren, wie lange vermutet worden war, gilt mittlerweile als strittig.
Nachdem die Hessonen Ende des 11. Jahrhunderts ihren Herrschaftsmittelpunkt ganz nach Backnang und auf die Burg Wolfsölden verlagert hatten, enden Mitte des 12. Jahrhunderts die letzten Hinweise auf den Sülchgau als einem eigenständigen Bezirk.
Seit dem 16. Jahrhundert fand der ehemalige, kleine Gau immer wieder großes Interesse der Historiker, da Genealogen aufgrund der Meinradsverehrung in der Haustradition der Hohenzollern in St. Meinrad einen Vorfahren der Grafen von Zollern-Hohenberg vermuteten. Das rege Forscherinteresse an dem Legitimationsversuch des damaligen, preußischen Herrscherhauses, seinen Stammbaum bis ins frühe Mittelalter zurückführen zu können, wie auch die Mittelalterbegeisterung im 19. Jahrhundert führte 1852 bzw. 1869 zu der Gründung des Sülchgauer Altertumsverein. Dessen historische Publikationen erscheinen noch heute unter dem Namen „Der Sülchgau“.
Eine Sammlung archäologischer Objekte und weiterführender Quellen zu der Geschichte des ehemaligen Sülchgaus befindet sich im Sülchgau-Museum in Rottenburg.